# Lijst van shorttrackrecords 1500 meter vrouwen
Dit is een overzicht van de schaatsrecords op de 1500 meter vrouwen bij het shorttrack.

## Ontwikkelingwereldrecord1500 meter shorttrack
| Nr | Naam                   | Land       | Tijd     | Plaats         | Datum      |
| -- | ---------------------- | ---------- | -------- | -------------- | ---------- |
| 1  | Louise Begin           | Canada     | 2.42,13  | Moncton        | 02-04-1982 |
| 2  | Sylvie Daigle          | Canada     | 2.41,75  | Kobe           | 16-04-1983 |
| 3  | Esmeralda Ossendrijver | Nederland  | 2.40,74  | Aviemore       | 07-03-1987 |
| 4  | Eiko Shishii           | Japan      | 2.36,92  | Montreal       | 03-04-1987 |
| 5  | Li Yan                 | China      | 2.34,85  | Calgary        | 23-02-1988 |
| 6  | Kim So-hee             | Zuid-Korea | 2.31,36  | Seoel          | 15-01-1994 |
| 7  | Chun Lee-kyung         | Zuid-Korea | 2.27,38  | Jaca           | 23-02-1995 |
| 8  | Kim Yoon-mi            | Zuid-Korea | 2.25,17  | Harbin         | 02-12-1995 |
| 9  | Evgenja Radanova       | Bulgarije  | 2.25,146 | Székesfehérvár | 06-11-1998 |
| 10 | Kim Moon-jung          | Zuid-Korea | 2.21,844 | Montreal       | 17-01-1999 |
| 11 | Choi Eun-kyung         | Zuid-Korea | 2.21,069 | Salt Lake City | 13-02-2002 |
| 12 | Jung Eun-ju            | Zuid-Korea | 2.18,861 | Peking         | 11-01-2004 |
| 13 | Zhou Yang              | China      | 2.16,729 | Salt Lake City | 09-02-2008 |
| 14 | Choi Min-jeong         | Zuid-Korea | 2.14,354 | Salt Lake City | 12-11-2016 |